# Narodni parki Azerbajdžana
Narodne parke Azerbajdžana vodi Ministrstvo za ekologijo in naravne vire v Azerbajdžanski republiki. Prvi narodni park, ustanovljen leta 2003, je bil narodni park Zangezur. Od takrat je bilo ustanovljenih nadaljnjih 9 narodnih parkov; zadnji je bil narodni park Gizilagaj leta 2018.
Narodni parki so javna zemljišča ali vodna telesa posebnega okoljskega, zgodovinskega in drugega pomena, ki imajo varstveni status države. Služijo v namene varstva okolja, izobraževalnih, znanstvenih, kulturnih raziskav itd.

## Narodni parki
Kot država, ki leži na Kavkazu med Črnim morjem in Kaspijskim jezerom, ima Azerbajdžan bogato floro in favno ter največjo biotsko raznovrstnost med evropskimi državami in ogromne naravne vire. Zemljišča s posebej zavarovanimi ekosistemi imajo ključno vlogo pri ohranjanju biotske raznovrstnosti. Dejavnost takih naravnih teles spodbuja ohranjanje redkih in ogroženih vrst rastlin in živali. Azerbajdžan ima skupno 9 narodnih parkov (ter 13 državnih naravnih parkov in 21 državnih rezervatov), ki so navedeni v tabeli z letnico ustanovitve in površino.
| Narodni park              | Daatum ustanovitve                           | Površina (ha) | površina (km2) | Karta                                                                           |
| ------------------------- | -------------------------------------------- | ------------- | -------------- | ------------------------------------------------------------------------------- |
| Narodni park Zangezur     | 16. junij 2003 (razširjen 23. novembra 2009) | 42.797        | 427,97         | Narodni parki Azerbajdžana se nahaja v Azerbajdžan · Narodni parki Azerbajdžana |
| Narodni park Ag-Gel       | 5. julij 2003                                | 17.924        | 179,24         | Narodni parki Azerbajdžana se nahaja v Azerbajdžan · Narodni parki Azerbajdžana |
| Narodni park Širvan       | 5. julij 2003                                | 543.735       | 5.437,35       | Narodni parki Azerbajdžana se nahaja v Azerbajdžan · Narodni parki Azerbajdžana |
| Narodni park Hirkan       | 9. februar 2004 (povečan 23. aprila 2008)    | 40.358        | 403,58         | Narodni parki Azerbajdžana se nahaja v Azerbajdžan · Narodni parki Azerbajdžana |
| Narodni park Altjagač     | 31. avgust 2004                              | 11.035        | 110,35         | Narodni parki Azerbajdžana se nahaja v Azerbajdžan · Narodni parki Azerbajdžana |
| Narodni park Abšeron      | 8. februar 2005                              | 783           | 7,83           | Narodni parki Azerbajdžana se nahaja v Azerbajdžan · Narodni parki Azerbajdžana |
| Narodni park Šahdag       | 8. december 2006 (povečan 5.Jjulij 2010)     | 115.900       | 1.159          | Narodni parki Azerbajdžana se nahaja v Azerbajdžan · Narodni parki Azerbajdžana |
| Göygölski narodni park    | 1. april 2008                                | 12.755        | 127,55         | Narodni parki Azerbajdžana se nahaja v Azerbajdžan · Narodni parki Azerbajdžana |
| Narodni park Samur-Jalama | 5. november 2012                             | 11.772        | 117,72         | Narodni parki Azerbajdžana se nahaja v Azerbajdžan · Narodni parki Azerbajdžana |
| Narodni park Gizilagaj    | 26. september 2018                           | 990.600       | 9.906          | Narodni parki Azerbajdžana se nahaja v Azerbajdžan · Narodni parki Azerbajdžana |

Skupna površina 10 narodnih parkov je 421.366,4 ha (4213,664 km2. Skupno je več kot 4,9 % Azerbajdžana pod zaščito vlade kot narodnih parkov.

### Narodni park Zangezur
Narodni park Zangezur (leta 2009 so ga preimenovali in razširili iz nekdanjega narodnega parka Ordubad) odlikuje bogata biološka raznovrstnost. Ima 58 vrst živali (35 vretenčarjev in 23 žuželk) in 39 vrst rastlin, ki so vključene v Rdečo knjigo Azerbajdžana. Narodni park vključuje tako redke in ogrožene vrste, kot so anatolski leopard (Panthera pardus tulliana), muflon (Ovis gmelini), bezoarska koza (Capra aegagrus aegagrus), belorepec, planinski orel, mala droplja (Tetrax tetrax)..

### Narodni park Širvan
Narodni park Širvan ima polpuščavsko pokrajino in vodno telo s približno 40 kvadratnimi kilometri. Narodni park ima izjemno bogato ornitološko favno. Na močvirnatih območjih prezimujejo in gnezdijo redke in dragocene vrste ptic (turaj, droplja, labod, plamenec itd.). Gazella subgutturosa so najbolj razširjeni sesalci v regiji.

### Narodni park Ag-Gol
Narodni park Ag-Gol je v ravnici Mil v Kur-Arazski nižini, ima polpuščavsko pokrajino in si je zaslužil naziv ptičji raj, kot najpomembnejše prezimovanje in gnezdišče ptic.
Ornitološka favna tega rezervata je zelo bogata. V tem kraju najdemo več kot 140 vrst ptic, vključno z 89 vrstami gnezdilk (jerebica, žličarka, labod, čigra, droplja itd.). Narodni park Ag-Gol je zasnovan za zaščito močvirnih ekoloških sistemov, kot gnezdišč in prezimovališč selivk in vodnih ptic. Ag-Gol je bil vključen v seznam Unescove konvencije O mednarodno pomembnih močvirjih kot prebivališčih ptic.

### Narodni park Hirkan
Narodni park Hirkan leži v Lenkoranski nižini in gorovju Tališ in je 99 % pokrit z gozdovi v pretežno goratem območju in je strogo zaščiten.
Narodni park Hirkan ohranja reliktne in endemične rastlinske vrste terciarja. Gozdovi Hirkana predstavljajo 150 od 435 vrst dreves in grmovnic. Lahko naletite na vrste dreves, ki so vključene v Rdečo knjigo Azerbajdžana, kot so hirkansko pušpano, železno drevo, kostanjev hrast, smokva, hirkanska hruška, svilena akacija, kavkaška palma, kaspijska gledica, mesnica, jelša, živali, kot so perzijski leopard, tališki fazan, zlati orel itd.

### Narodni park Altjagač
Območje Altiagač je 90,5 % pokrito z zmernimi širokolistnimi gozdovi. Glavne vrste dreves so železovec, kavkaški gaber, orientalska bukev, prežvek, breza itd. Narodni park je dom redkega vzhodnokavkaškega tura (Capra cylindricornis), gorske kozje antilope, ki jo najdemo le v vzhodni polovici Kavkaškega gorovja. Na ozemlju tega parka najdemo živali, kot so srna, medved, divja svinja, ris, lisica, zajec, veverica, volk itd.

### Narodni park Abšeron
Predhodnik narodnega parka Abšeron v času Sovjetske zveze je bil Državni naravni rezervat Abšeron, ki je bil ustanovljen julija 1969 za zaščito gazel, kaspijskega tjulnja in vodnih ptic, naseljenih na ozemlju. Podnebje tega območja je zmerno vroče, značilno za polpuščavo in suho stepo. Tipi in fitomasa flore so tu preskromni, rastline se spreminjajo glede na vodni in slanostni režim območja. Razširjene so morske obalne peščene rastline (42,6 %), travniki z jigilgamish in paz travo (13,2 %), enoletne slane trave (5,2 %) itd. Efemeri se dobro razvijajo tudi zgodaj spomladi. Na suhem območju so se naselile gazela, šakal, lisica, zajec, jazbec, v kaspijskih vodah tjulenj in različne ribe, ptice, kot so srebrni galeb, labod pevec, različne race, Botaurus stellaris, kljunači, liska in druge ptice selivke. Živali in ptice, ki živijo v narodnem parku Širvan, katerih imena so vključena v rdeče knjige, obstajajo tudi v narodnem parku Abšeron.

### Narodni park Šahdag
Narodni park Šahdag je bil ustanovljen leta 2006 in je postal največji narodni park ne samo v Azerbajdžanu, temveč na celotnem Kavkazu.
Leži v severnem Azerbajdžanu, na meji z Rusijo in Gruzijo na Visokem Kavkazu. Svetovna banka je za ustanovitev narodnega parka namenila 17 milijonov dolarjev posojila in 8 milijonov dolarjev nepovratnih sredstev, japonska vlada pa 8 milijonov dolarjev nepovratnih sredstev za izvedbo projekta. Narodni park Šahdag bo pomagal rešiti ekološka vprašanja in zgraditi turistično infrastrukturo na Kavkazu za obiskovalce .

### Göygölski narodni park
Narodni park Göygöl je bil ustanovljen leta 2008. Predhodnik v času Sovjetske zveze je bil državni rezervat Goy Gol, ki je bil ustanovljen leta 1925. Narodni park Göygöl je v vzhodnem Azerbajdžanu, na severnih pobočjih Malega Kavkaza in vključuje jezero Göygöl, po katerem je dobil ime. Območje Göygöla je skoraj v celoti pokrito z gozdovi in ima bogato floro z več kot 420 rastlinskimi vrstami, vključno z 20, ki so endemične za to območje. Ima tudi bogat živalski svet s sesalci, kot so rjavi medved, kavkaški navadni jelen, srnjad, ris itd., in pticami, kot so brkati ser, krokar, gorska jerebica.

### Narodni park Samur-Jalama
Narodni park Samur-Jalama je bil ustanovljen leta 2012. Večji del narodnega parka je v obalnem območju Kaspijskega jezera in je pokrit z gozdovi. Tipi habitatov vključujejo primorje, gozd, grmičevje in stepo. Nekatere značilne vrste so črni škarnik, kraljevi orel, vidra, trsna mačka, ris, gams, maral (Cervus elaphus maral) in rjavi medved. V obalnih vodah, ki pripadajo nacionalnemu parku, lahko najdemo jesetra, potočno postrv, jeguljo, smuča in kaspijski kutum.

### Narodni park  Gizilagaj
Narodni park Gizilagaj je bil ustanovljen leta 2018 in je trenutno najnovejši narodni park v Azerbajdžanu.